# Bình Tú
Bình Tú is een xã in het district Thăng Bình, een van de districten in de Vietnamese provincie Quảng Nam. Bình Tú heeft ruim 12.900 inwoners op een oppervlakte van 20 km².

## Geografie en topografie
Bình Tú ligt in het oosten van Thăng Bình. De aangrenzende xã's zijn Bình Phục, Bình Triều, Bình Sa, Bình Trung, Bình Chánh en Bình Quý. Bình Tú grenst ook aan thị trấn Hà Lam.

## Verkeer en vervoer
Een van de belangrijkste verkeersaders is de quốc lộ 1A. Deze weg verbindt Lạng Sơn met Cà Mau. Deze weg is gebouwd in 1930 door de Franse kolonisator. De weg volgt voor een groot gedeelte de route van de AH1. Deze Aziatische weg is de langste Aziatische weg en gaat van Tokio in Japan via verschillende landen, waaronder de Volksrepubliek China en Vietnam, naar Turkije. De weg eindigt bij de grens met Bulgarije en gaat vervolgens verder als de Europese weg 80.